# Ahren 47/49 (Mönchengladbach)

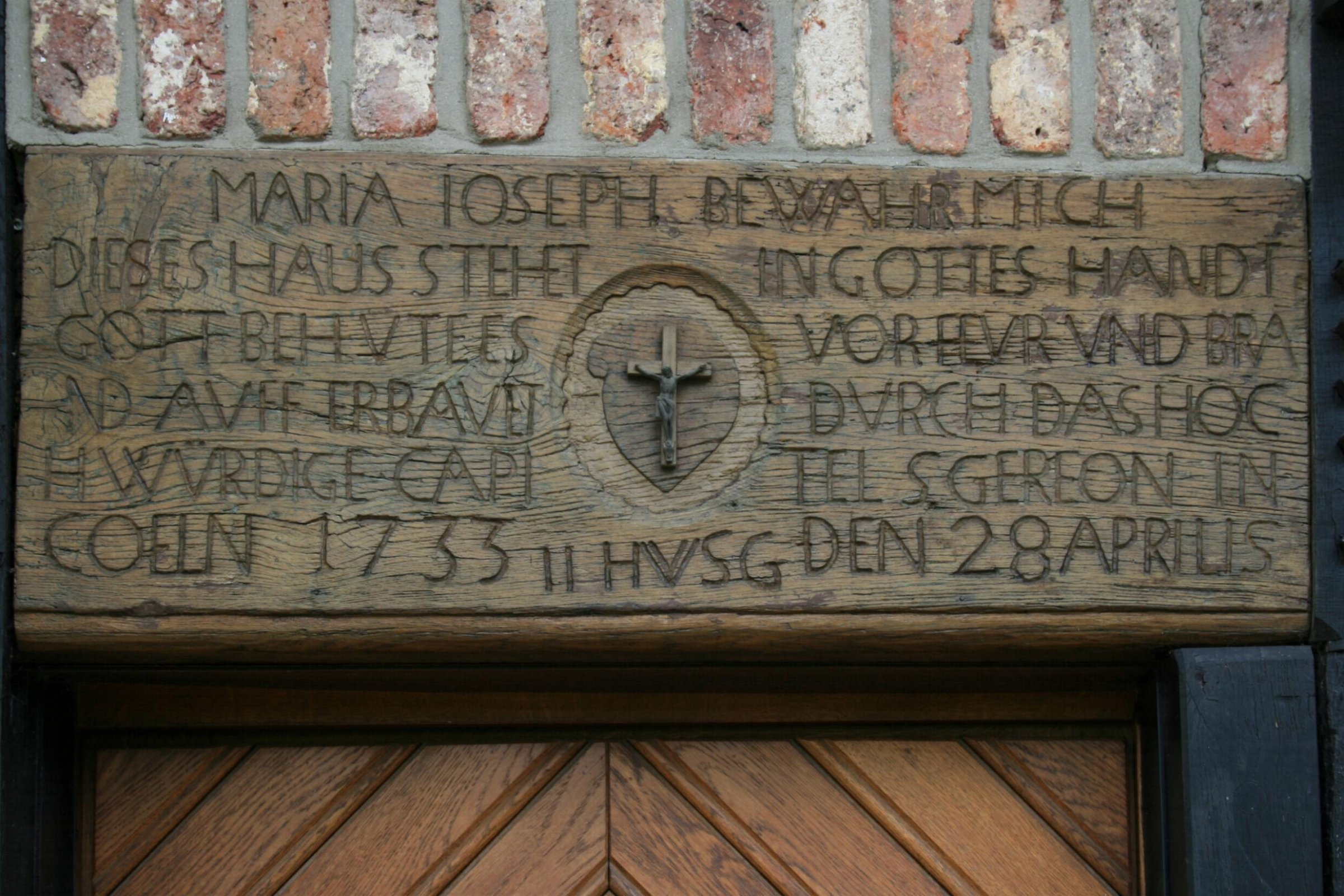
Türbalken des Fachwerkhauses (2010)

Das Fachwerkhaus Ahren 47/49 steht im Stadtteil Giesenkirchen in der Stadt Mönchengladbach in Nordrhein-Westfalen. Es wurde 1733 erbaut. Das Gebäude ist unter Nr. A 029 am 13. Juni 1990 in die Denkmalliste der Stadt Mönchengladbach eingetragen worden.
Es handelt sich um das Fachwerkwohnhaus des ehemaligen Schultheißenhofes (vierflügelige Hofanlage), inschriftlich auf Türbalken datiert:
„MARIA JOSEPH BEWAHRE MICH / DIESES HAUS STEHET / IN GOTTES HANDT / GOTT BEHEVTE ES / VOR FEVR VND BRAND AVFF ERBAVET / + DURCH DAS HOCHWÜRDIGE CAPITEL S. GEREON IN COELN 1733 / DEN 28. APRILIS / I I H W S G“